# Merseburg
Merseburg  è una città della Germania di 34 335 abitanti situata nel Land della Sassonia-Anhalt. È stata sede dell'omonima diocesi fondata nel 968 dall'arcivescovo Adalberto di Magdeburgo e soppressa nel 1565.

## Geografia fisica

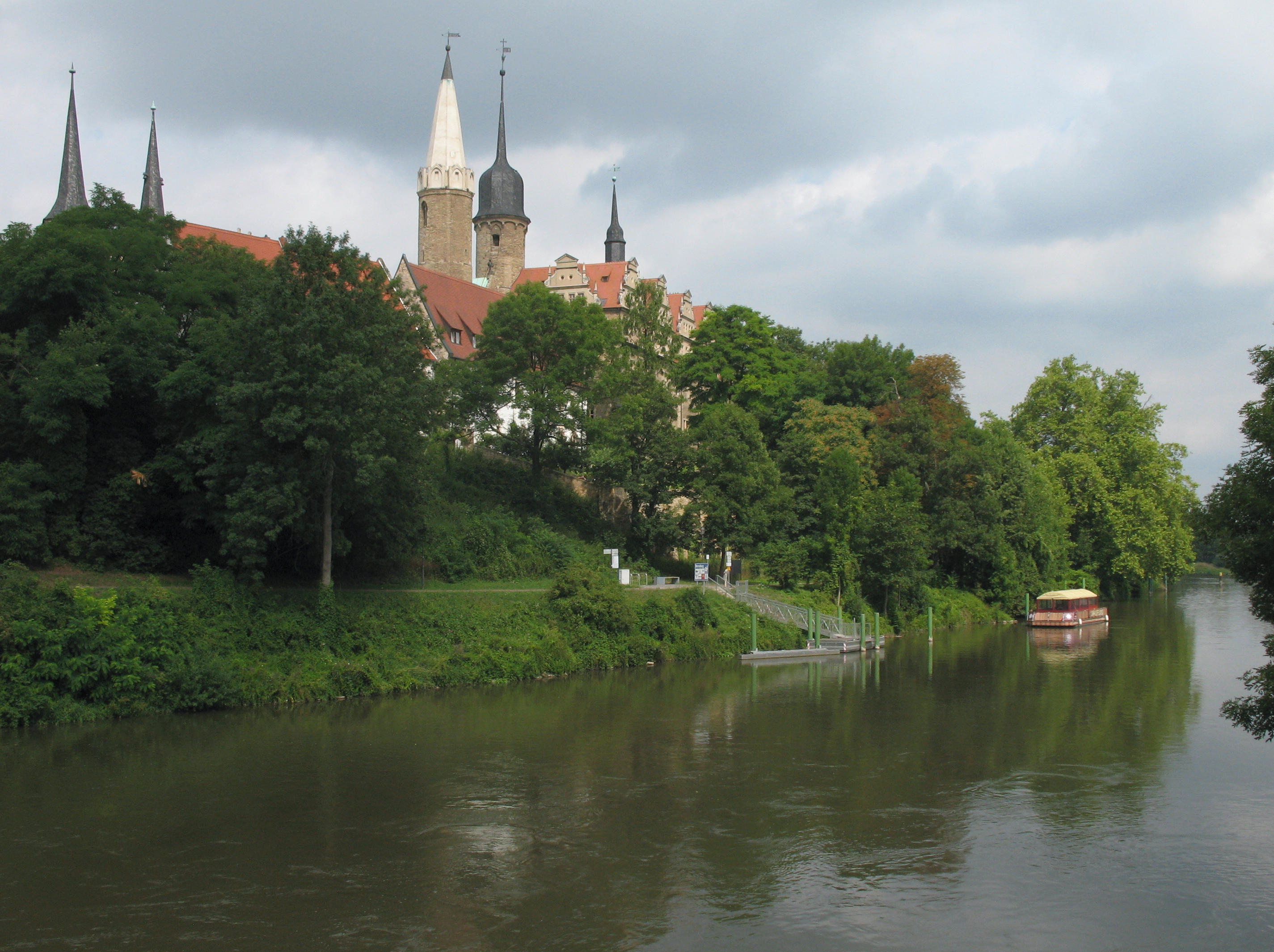
Saale.

Posta sulla riva sinistra del fiume Saale, circa 14 km a sud di Halle. Fino al 1º luglio 2007 è stato capoluogo del circondario di Merseburg-Querfurt, successivamente confluito nel Saalekreis. Anche di quest'ultimo circondario è divenuta capoluogo, oltre ad esserne il centro maggiore.

## Storia
Merseburg è una città molto antica, menzionata per la prima volta nell'850. Re Enrico I di Sassonia vi costruì il palazzo reale; nei pressi della città nel 934 ottenne una vittoria sugli Ungari.
Dal 968 e fino alla Riforma protestante (XVI secolo) Merseburg fu governata dai propri vescovi.
Dal 1657 al 1738 fu residenza dei duchi della linea collaterale di Sassonia-Merseburg.
Durante la seconda guerra mondiale Merseburg fu distrutta quasi completamente a causa dei pesanti bombardamenti alleati per la presenza di stabilimenti bellici come la Junkers GmbH, nel corso dei quali quasi due terzi della popolazione rimase uccisa. Dal 1949 al 1990, fu città della Repubblica Democratica Tedesca.

## Geografia antropica
Appartengono alla città di Merseburg le frazioni di Atzendorf, Beuna (Geiseltal), Blösien, Geusa, Meuschau, Trebnitz e Zscherben.

## Amministrazione

### Gemellaggi
- Bottrop
- Châtillon
- Genzano di Roma

## Galleria d'immagini

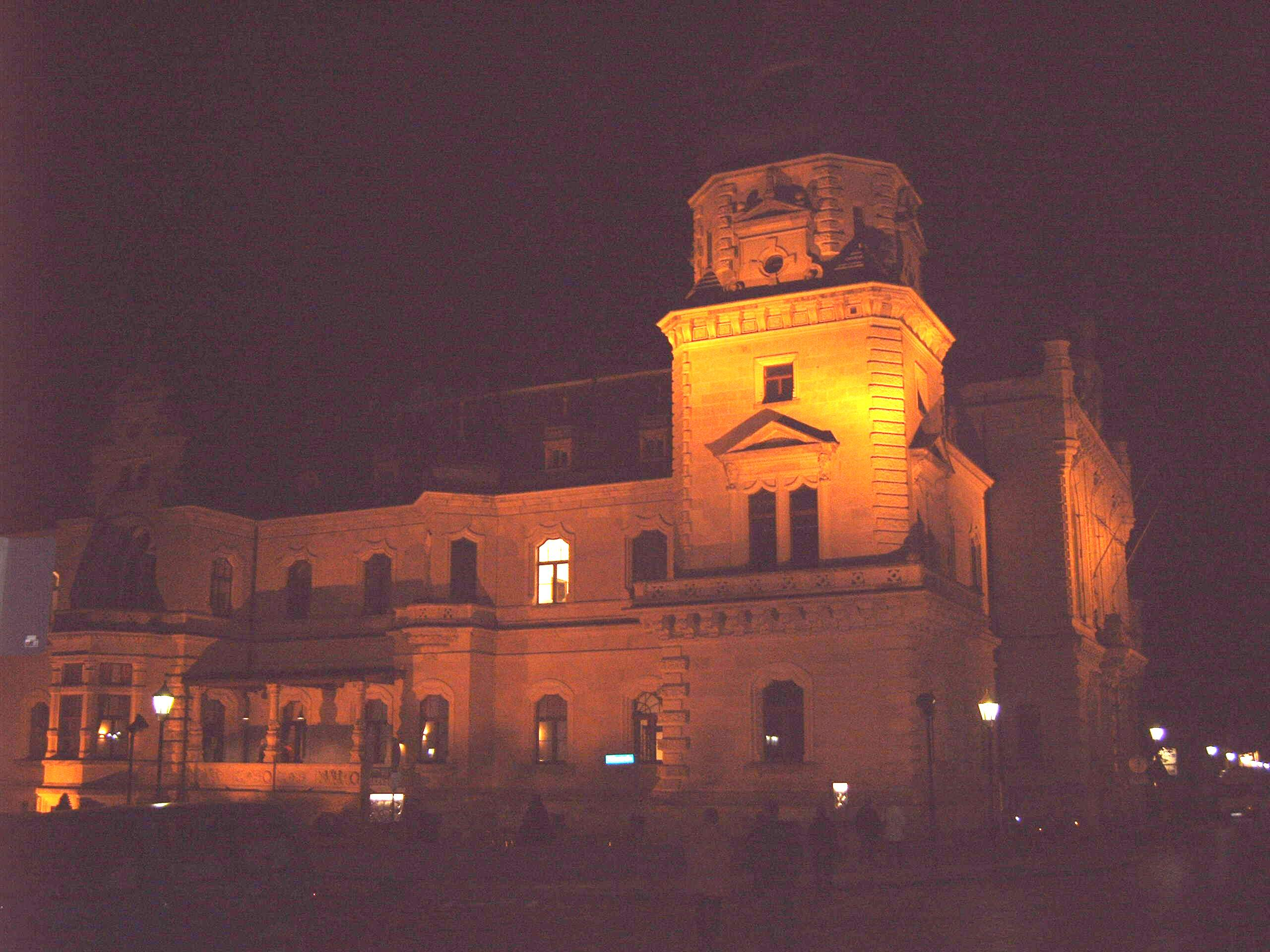
Municipio (notturno)
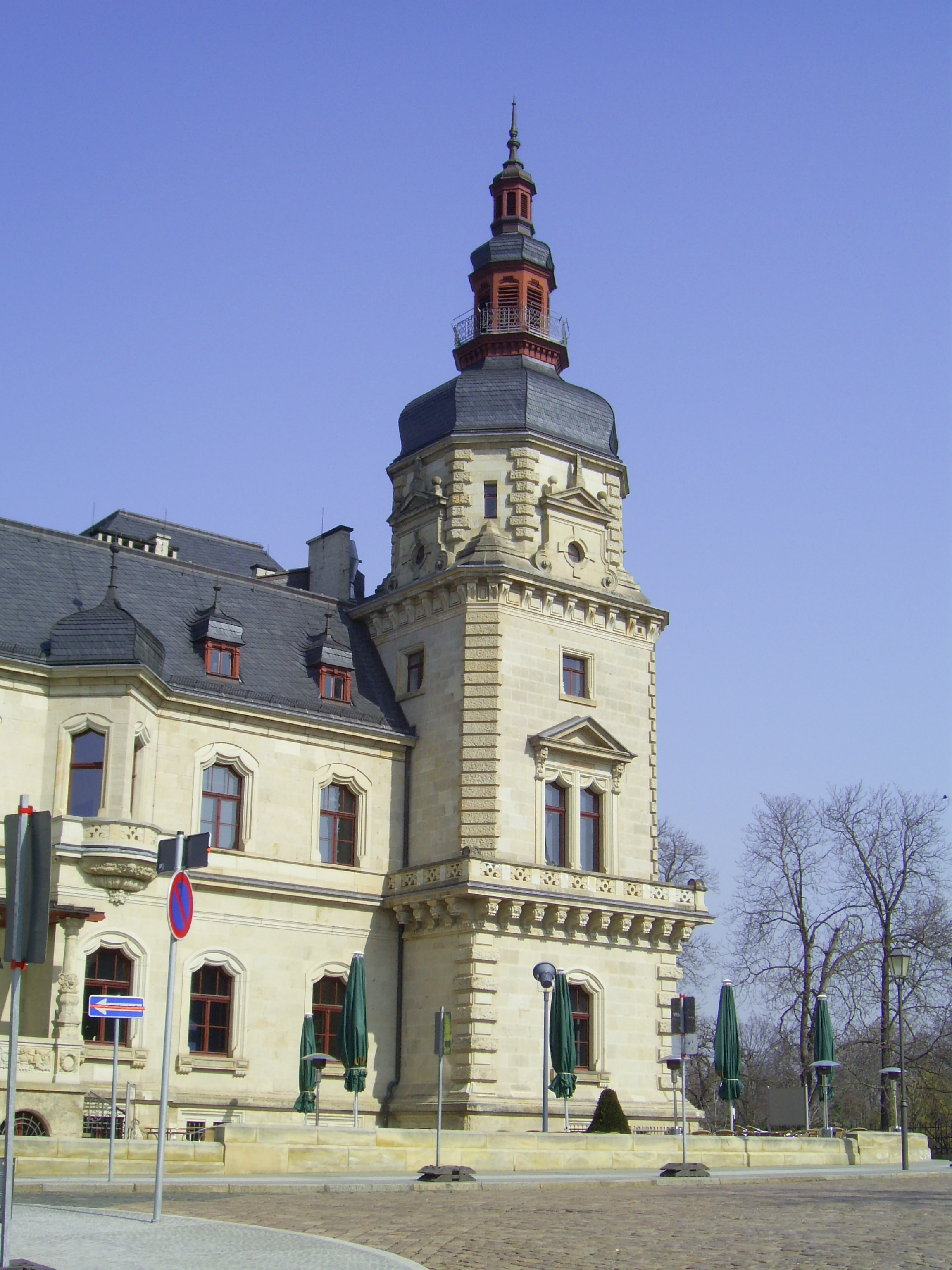
Municipio (diurno)
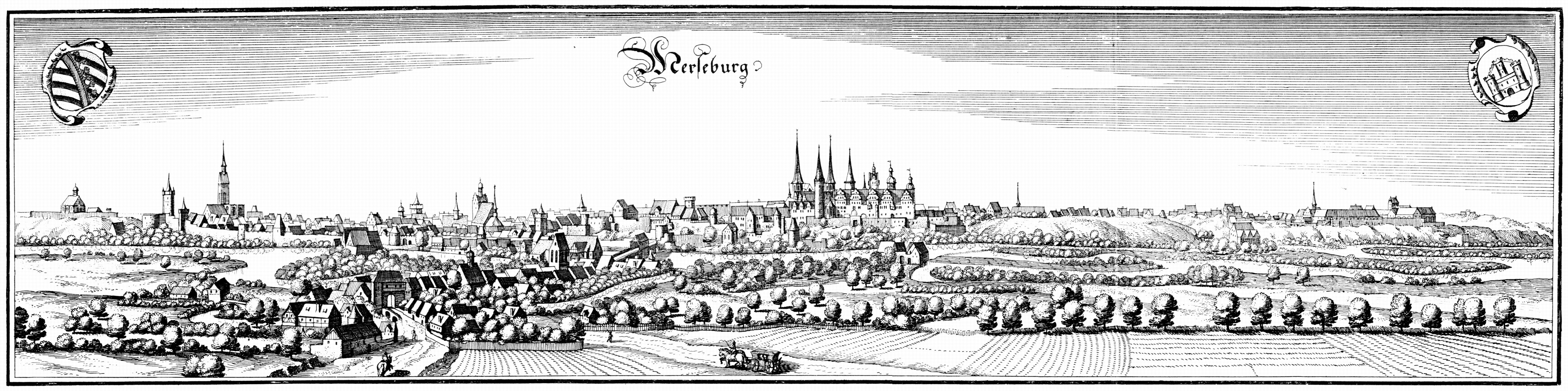
Merseburg in una stampa di Matthäus Merian il Vecchio (1650)
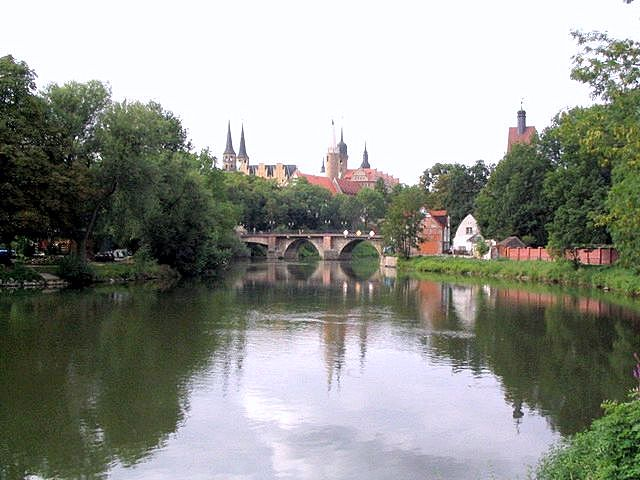
Vista di Merseburg